# H-Soz-Kult
H-Soz-Kult (Humanities – Sozial- und Kulturgeschichte, bis 2014 abgekürzt H-Soz-u-Kult) ist ein Fachforum und eine moderierte Informations- und Kommunikationsplattform für Historiker und veröffentlicht fachwissenschaftliche Nachrichten und Publikationen im Internet. Angesiedelt ist es an der Humboldt-Universität zu Berlin. Die auf der Website veröffentlichten Beiträge können auch über Mailinglisten, RSS-Feeds sowie twitter bezogen werden. H-Soz-Kult entstand als Mailingliste des H-Net und kooperiert weiterhin mit diesem thematisch weit verzweigten Forum. Zwischen 2002 und 2007 wurde das Projekt von der Deutschen Forschungsgemeinschaft (DFG) im Rahmen des Kooperationsprojektes Clio-online gefördert. Der Name bezieht sich auf die Gebiete Sozialgeschichte und Kulturgeschichte, inzwischen werden alle geschichtswissenschaftlichen Bereiche sowie auch interdisziplinäre Forschungsthemen abgedeckt.

## Selbstdarstellung
Die Betreiber der Plattform haben sich seit Gründung dem Motto „von Wissenschaftlern – für Wissenschaftler – durch Wissenschaftler“ im Sinne eines Community Networks verschrieben und sind dem Open-Access-Ansatz verpflichtet. Seit 1996 existiert das Projekt mit seiner Zentralredaktion am Institut für Geschichtswissenschaften der Humboldt-Universität zu Berlin. Seither hat sich H-Soz-Kult zu einem bedeutsamen Anbieter und Vermittler historischer Fachinformationen im deutschsprachigen Raum entwickelt.

## Profil
Auf die Angebote von H-Soz-Kult kann über die Website, über E-Mail, RSS-Feeds und twitter zugegriffen werden. Fast 30.000 Abonnenten aus über 70 Ländern beziehen die bis zu 20 täglichen Beiträge von H-Soz-Kult, wobei der Schwerpunkt des Leserkreises dem deutschsprachigen Raum entstammt.
Die Beiträge von H-Soz-Kult und der affiliierten Fachforen Zeitgeschichte-online und Connections (ehem. geschichte.transnational) können über den Dienst „Mein Clio“ des Fachportals Clio-online abonniert und verwaltet werden.
Die Liste dient als (inter)disziplinäre Informationsplattform, über die Tagungsankündigungen, Tagungsberichte, Zeitschrifteninhaltsverzeichnisse, Stipendien- und Stellenausschreibungen, Studiengänge, Wohnungsangebote, Terminankündigungen wissenschaftlicher Veranstaltungen sowie andere Neuigkeiten für die Geschichtswissenschaften bekannt gemacht werden.
Besonderes Profil hat H-Soz-Kult durch die publizierten Rezensionen. Im August 2017 waren auf der Website von H-Soz-Kult über 15.000 Rezensionen einsehbar. Jährlich werden weitere Besprechungen von fachlich relevanten Neuerscheinungen veröffentlicht. Über 40 ehrenamtliche Fachredakteure, die in epochaler, thematischer und regionaler Hinsicht breit gefächert aufgestellt sind, sorgen dafür, dass viele Teilbereiche der historischen Forschung erfasst werden.
Diskussionen finden über H-Soz-Kult zumeist im Rahmen von Themenschwerpunkten statt, deren Beiträge auf dem Dokumentenserver der Humboldt-Universität in der Reihe Historisches Forum archiviert werden.
Die redaktionell betreuten sowie zusätzlich double-blind extern begutachteten Forschungsberichte bieten einen breiten Überblick über die Entwicklung einzelner, dynamischer Forschungsfelder und setzen diese in einen breiteren fachlichen Kontext. Sie bieten damit eine Orientierung über ein bestimmtes Fachgebiet.
H-Soz-Kult ist der offizielle Medienpartner des Verbands der Historiker und Historikerinnen Deutschlands.